# Dálnice A4 (Srbsko)
Dálnice A4 (srbsky Аутопут А4, čteno Autoput A4) je dálnice v Srbsku. Dlouhá je 107 km a spojuje Niš a dálnici A1 s Bulharskem. Je součástí Panevropského koridoru X.

## Historie
Stará dálnice byla vybudována v 60.–70. letech 20. století, ovšem zejména v letní sezooně začala být přetížená a plná nevyhovujících míst. V 90. letech proto začala stavba nové dálnice.
Nejprve byl vybudován v letech 1990–1992 úsek Tupale (A1) – Komren dlouhý 3 km. Jednalo se však pouze o „výpadovku“ na Niš. V roce 1998 byla zahájena stavba severního obchvatu Niše Komren – Prosek, ovšem byla zastavena z důvodu amerického bombardování. Úsek byl dokončena až v roce 2006.
V roce 2010 začala stavba úseku Pirot východ – Dimitrovgrad (14,3 km) a obchvatu Dmitrovgradu (8,6 km) jehož součástí jsou i dva tunely: Pržojna Padina (350 m) a Progon (1008 m). O rok později začala stavba úseku Crvena Reka – Čiflik (12,7 km) a v roce 2012 úseku Prosek – Crvena Reka (22,5 km) s tunelem Bancarevo dlouhá 685/705 m, stavěným českou společností Subterra. Nakonec v roce 2013 začala stavba úseku Čiflik – Staničejne (12,1 km) a Staničejne – Pirot východ (16,6 km) s tunely Sopot (125 m) a Sarlah (477,5 m).
V roce 2016 byl dokončen úsek Pirot východ – Dimitrovgrad, ovšem nemohl být otevřen před dokončením sousedních úseků. V červenci 2017 byly dokončeny úseky Crvena Reka – Čiflik a Čiflik – Staničejne. Současně byl dokončen i úsek Prosek – Bancarevo (9,2 km) ovšem úsek z Bancareva do Crvene Reky nebyl dokončen včas a tak nemohl být ani tento úsek otevřený. V srpnu 2017 byla otevřena jedna polovina úseku Staničejne – Pirot východ mezi mostem Nišava 4 a tunelem Sarlah (5,1 km). V září otevřeli zbylých 7,2 km a 6,8 km obchvatu Dmitrovgradu po Gradinje a 1,2 km v polovičním profilu, což umožnilo zprovoznit dokončený úsek Pirot východ – Dimitrovgrad. V březnu 2018 byly dokončen v plném profilu 5,1 km dlouhý úsek Staničejne – Pirot východ a 0,6 km obchvatu Dmitrovgradu. Poslední část obchvatu Dmitrovgradu byla otevřena v červnu 2018. Ve stejný měsíc otevřeli první polovinu úseku Staničejne – Pirot východ mezi mosty Nišava 2 a Nišava 4, druhá polovina byla dokončena v září. Úsek Prosek – Crvena Reka byl otevřen v listopadu 2019.